# Валлонська мова
Не плутати з кельтською валлійською мовою.
Валлонська мова — одна з мов Бельгії, поширена у Валлонії. Валлонську мова не використовують у сфері освіти, хоча в багатьох вечірніх школах проводяться заняття, де вивчають валлонську. 

## Історія мови
Як самостійна мова валлонська почала з’являтися у період VIII—XII століття, а в писемній формі на початку XV століття. Це одна з мов ойль, споріднена із шампаньською та пікардською мовами.
Офіційного статусу не має, але в 1990 році була визнана тутешньою мовою. Нині валлонською мовою розмовляють близько 600 000 осіб, хоча на початку XX століття валлонською розмовляло 90 % населення Валлонії (понад 4 000 000 осіб). Більша частина населення Валлонії розуміє цю мову, чверть із них можуть нею говорити, і лише невелика кількість людей – писати. Дотепер валлонська практично повністю витіснена французькою, яка має статус офіційної мови Бельгії, використовується в освіті, пресі тощо. 
Валлонську мова не використовують у сфері освіти, хоча в багатьох вечірніх школах проводяться заняття, де вивчають валлонську. Однак в останні роки у Валлонії спостерігається деяке відродження інтересу до валлонської мови.

## Класифікація
Валлонська — романська мова, але в ній також помітний вплив кельтських та германських мов. Словниковий запас мови на 90 % складається зі слів латинського походження, на 9 % — із германських слів і на 1 % — із кельтських слів.

## Абетка
| A a | B b | C c | D d | E e | F f | G g | H h | I i |
| J j | K k | L l | M m | N n | O o | P p | Q q | R r |
| S s | T t | U u | V v | W w | X x | Y y | Z z |     |